# 等效劑量
等價劑量，為國際放射防護委員會所定義的單位，在1991年的報告中等效劑量(Dose equivalent)的定義為吸收劑量（D）乘上輻射加權因數WR的值，符號為HT，定義為HT=D×WR，單位為西弗（sievert，縮寫為Sv）。國際放射防護委員會於2007年更新相關係數，下面的表格為更新的值。
而早期已有定義等效劑量(Dose Equivalent)根據不同的射源定義不同的射質因數Q使用線性能量轉移 (LET) 在不同區間而不同，與吸收劑量相乘而得知，單位也為西弗（sievert，縮寫為Sv）。
由於不同電離輻射在相同的吸收劑量下會對生物組織造成不同的影響，故需要使用等效劑量。

## 計算方法

### 等價劑量
等於吸收劑量乘上輻射加權因數的值，下面是單一類型輻射對於單一器官的等價劑量
{\displaystyle H_{T}=\sum _{R}^{}D_{T,R}\times W_{R}}
各類輻射加權因數WR
| 輻射種類                           | 能量範圍               | WR                           |
| ---------------------------------- | ---------------------- | ---------------------------- |
| 光子, 電子, μ子                    | 全部                   | 01                           |
| 中子                               | < 1 百萬電子伏(MeV)    | 2.5 + 18.2·e−[ln(E)]²/6      |
| 中子                               | 1...50 百萬電子伏(MeV) | 5.0 + 17.0·e−[ln(2·E)]²/6    |
| 中子                               | > 50 百萬電子伏(MeV)   | 2.5 + 3.25·e−[ln(0.04·E)]²/6 |
| 質子(回跳質子除外)、 charged pions | 全部                   | 02                           |
| α粒子, 分裂碎片, 分裂碎片、重核    | 全部                   | 20                           |

### 等效劑量
等於吸收劑量乘上射質因數。
射質因數Q(L)，L為水中非限定線性能量轉移，當L小於10時，Q為1；當10<L<=100時為{\displaystyle 0.32L-2.2}；當 L>=100時，Q為{\displaystyle 300/{\sqrt[{}]{L}}}。